# Parryville
Parryville es un borough ubicado en el condado de Carbon en el estado estadounidense de Pensilvania. En el año 2000 tenía una población de 478 habitantes y una densidad poblacional de 113 personas por km².

## Geografía
Parryville se encuentra ubicado en las coordenadas 40°49′28″N 75°40′9″O / 40.82444, -75.66917.

## Demografía
Según la Oficina del Censo en 2000 los ingresos medios por hogar en la localidad eran de $33,958 y los ingresos medios por familia eran $37,917. Los hombres tenían unos ingresos medios de $28,409 frente a los $19,688 para las mujeres. La renta per cápita para la localidad era de $15,409. Alrededor del 6.2% de la población estaba por debajo del umbral de pobreza.